# Slatina (Brno)
Slatina – historyczna gmina, dzielnica i gmina katastralna, a od 24 listopada 1990 pod nazwą Brno-Slatina również część miasta we wschodniej części Brna, o powierzchni 583 ha. 